# Aeropuerto de Harstad/Narvik-Evenes
El Aeropuerto de Harstad/Narvik–Evenes (en noruego: Harstad/Narvik lufthavn, Evenes) (IATA: EVE, OACI: ENEV) es un aeródromo civil y militar internacional ubicado en la comuna de Evenes, en la provincia de Nordland, Noruega. Atiende a las localidades de Harstad y Narvik, y comparte sus instalaciones con la Evenes Air Station de la Real Fuerza Aérea Noruega.

## Historia
Los primeros servicios aéreos en la región se realizaron en la década de 1930 mediante hidroaviones. En los años 1950 y 1960 se planteó la construcción de un aeropuerto regional y se eligió Evenes como emplazamiento. El aeropuerto abrió oficialmente al tráfico civil el 30 de junio de 1973, con una pista de 1 600 m, que se amplió posteriormente a más de 2 800 m para permitir la operación de aviones de mayor tamaño.  
En 1979 se estableció también la Evenes Air Station, inicialmente como dependencia de la base aérea de Bodø, que adquirió importancia estratégica dentro de la OTAN durante la Guerra Fría.

## Instalaciones
El aeropuerto dispone de una pista asfaltada (17/35) de 2 812 m equipada con ILS categoría I. Está habilitado para recibir aeronaves de fuselaje ancho y ha sido certificado como aeropuerto alternativo en rutas transatlánticas.  
La terminal de pasajeros, con capacidad para 1 200 viajeros por hora, ofrece mostradores de facturación, control de seguridad, áreas comerciales y una tienda libre de impuestos. Existen también instalaciones para carga aérea y hangares de mantenimiento.

## Aerolíneas y destinos
Varias aerolíneas operan en Harstad/Narvik–Evenes, principalmente Norwegian Air Shuttle, Scandinavian Airlines (SAS) y Widerøe.  
- Nacionales: vuelos frecuentes a Oslo, Bergen, Trondheim, Bodø y Tromsø.
- Internacionales: conexiones regulares a Ámsterdam (operadas por KLM en temporadas pasadas), así como vuelos chárter y estacionales hacia destinos en España, Alemania y el Mar Mediterráneo.

## Accesos
El aeropuerto está ubicado a 45 km de Harstad y a 79 km de Narvik.  
- Autobús: servicios de lanzadera conectan con ambas ciudades y con las islas Lofoten.
- Carretera: la autopista E10 lo conecta con Narvik y Harstad, y dispone de aparcamiento para corta y larga estancia.
- Taxi y alquiler de vehículos disponibles en la terminal.

## Función militar
La Evenes Air Station opera junto al aeropuerto civil desde 1979. Desde 2012, se la designó como base de alerta rápida (Quick Reaction Alert, QRA) de la OTAN en el norte de Noruega, con capacidad para albergar cazas F-35 y aviones de patrulla marítima P-8 Poseidon. Esto refuerza su papel estratégico en el Atlántico Norte y en la defensa aérea del país.

## Historia
Los servicios aéreos iniciaron en 1935 mediante hidrocaviones hacia Harstad y Narvik. A partir de los años 1950 se evaluaron distintas ubicaciones para un aeropuerto regional. Finalmente, se decidió construirlo en Evenes. El aeropuerto civil abrió sus operaciones el 30 de junio de 1973, con una pista de 1 600 m, ampliada en 1977 coincidiendo con el establecimiento del componente militar.  [oai_citation:2‡Wikipedia](https://en.wikipedia.org/wiki/Harstad/Narvik_Airport?utm_source=chatgpt.com)  
Posteriormente, aerolíneas como SAS Commuter operaron entre 1990 y 2002. Desde 1994 se introdujo competencia en la ruta a Oslo con Braathens SAFE; Norwegian inició operaciones en 2003 y vuelos internacionales regulares en 2013.  [oai_citation:3‡Wikipedia](https://en.wikipedia.org/wiki/Harstad/Narvik_Airport?utm_source=chatgpt.com)

## Instalaciones
El aeropuerto dispone de una pista asfaltada de 2 808 m (17/35), equipada con ILS Categoría I, con calle de rodaje paralela y capacidad para estacionar varios Boeing 737, aeronaves más grandes e incluso wide-body. Está certificado para recibir aeronaves de gran tamaño como el Boeing 747 o el C-5 Galaxy, así como puede funcionar como aeropuerto de emergencia para rutas intercontinentales.  [oai_citation:4‡Wikipedia](https://en.wikipedia.org/wiki/Harstad/Narvik_Airport?utm_source=chatgpt.com)  
La terminal posee una capacidad para atender a 1 200 pasajeros por hora, con cinco puertas de embarque, tienda duty-free, cajeros automáticos y una torre de control ubicada en la terminal anterior.  [oai_citation:5‡Wikipedia](https://en.wikipedia.org/wiki/Harstad/Narvik_Airport?utm_source=chatgpt.com)

## Aerolíneas y destinos
Las aerolíneas que operan vuelos regulares incluyen Norwegian Air Shuttle, Scandinavian Airlines (SAS) y Widerøe. Norwegian y SAS mantienen múltiples vuelos diarios hacia Oslo; Norwegian añade vuelos ocasionales a Trondheim, Bergen y Sandefjord. Widerøe vuela diariamente a Andenes y con más frecuencia a Bodø y Tromsø. Norwegian y Condor Flugdienst ofrecen rutas internacionales hacia España y Alemania, además de vuelos chárter al Mediterráneo.  [oai_citation:6‡Wikipedia](https://es.wikipedia.org/wiki/Aeropuerto_de_Harstad/Narvik-Evenes?utm_source=chatgpt.com)

## Tráfico aéreo
En el año 2022, el aeropuerto registró un tráfico aproximado de 790 000 pasajeros.  [oai_citation:7‡aeropuertosdelmundo.net](https://www.aeropuertosdelmundo.net/aeropuerto-EVE/?utm_source=chatgpt.com)

## Accesos terrestres
El aeropuerto se encuentra a unos 45 km (aprox. 40 minutos) de Harstad y a 79 km (1 h 15 min) de Narvik, con servicios de autobús regulares operados por compañías como Boreal Transport que conectan con Vesterålen y las islas Lofoten. También dispone de aparcamiento con capacidad para 1 000 vehículos, taxis y alquiler de coches.  [oai_citation:8‡Wikipedia](https://es.wikipedia.org/wiki/Aeropuerto_de_Harstad/Narvik-Evenes?utm_source=chatgpt.com) [oai_citation:9‡aeropuertosdelmundo.net](https://www.aeropuertosdelmundo.net/aeropuerto-EVE/?utm_source=chatgpt.com) [oai_citation:10‡Visit Narvik](https://www.visitnarvik.com/travel/fly?utm_source=chatgpt.com)

## Función militar
La Evenes Air Station se estableció en 1979 como dependencia de Bodø, y desde 1988 opera de forma independiente. En 2012, se determinó convertirla en una base aérea avanzada de alerta rápida —Quick Reaction Alert (QRA)— con capacidad para 15 cazas y operaciones de entrenamiento conjunto.  [oai_citation:11‡Wikipedia](https://en.wikipedia.org/wiki/Evenes_Air_Station?utm_source=chatgpt.com)

## Aerolíneas y destinos
Norwegian Air Shuttle, Scandinavian Airlines (SAS) y Widerøe ofrecen servicios regulares nacionales. Norwegian y SAS realizan cinco y tres vuelos diarios respectivamente a Oslo con Boeing 737. Norwegian además tiene vuelos esporádicos a Trondheim, Bergen y Sandefjord. Widerøe opera un vuelo diario a Andenes y dos diarios a Bodø y Tromsø. Norwegian y Condor Flugdienst ofrecen vuelos internacionales a España y Alemania, y varias compañías realizan vuelos chárter a zonas del Mediterráneo.
| Aerolíneas                       | Destinos                                                    |
| -------------------------------- | ----------------------------------------------------------- |
| BH Air                           | Chárter, estacional: Burgas                                 |
| Croatia Airlines                 | Chárter, estacional: Dubrovnik, Split                       |
| Norwegian Air Shuttle            | Oslo-Gardermoen, Trondheim Estacional: Bergen, Gran Canaria |
| Thomas Cook Airlines Scandinavia | Chárter, estacional: Gran Canaria                           |
| Scandinavian Airlines            | Oslo-Gardermoen Chárter, estacional: La Canea               |
| Widerøe                          | Andøya-Andenes, Bodø, Tromsø                                |

## Transporte terrestre

Mapa de los aeropuertos entre Bodø y Tromsø. Los indicadores azules muestran posibles ubicaciones de un nuevo aeropuerto para Lofoten, que todavía no ha sido decidida.

Evenes se encuentra a 45 km por carretera —unos 40 minutos— de Harstad, a 79 km —1 hora 15 minutos— de Narvik y a 121 km —1 hora 40 minutos— de Sortland. Existe un servicio de autobuses del aeropuerto desde las tres localidades. Además, la empresa Boreal Transport realiza trayectos a otras zonas de Vesterålen y Lofoten. El aeropuerto cuenta con un aparcamiento de 1.000 plazas, taxis y alquiler de coches.